# Pyrausta mechedalis
Pyrausta mechedalis là một loài bướm đêm trong họ Crambidae.